# Clara Alvarado
Clara Alvarado Bermudo (Navalmoral de la Mata, Cáceres, 2 de julio de 1990) es una actriz española de cine, teatro y televisión, cantante y enfermera.

## Biografía
De niña empezó a hacer teatro en el colegio como entretenimiento. Estudió música y canto en escuela municipal de música de su localidad desde los ocho años. Asimismo, fue integrante del coro Cum Iubilo de Plasencia durante su época adolescente. Se trasladó a Madrid para estudiar Enfermería y cuando cursaba el tercer curso, le ofrecieron hacer un corto, tras lo que decide estudiar interpretación. También ha practicado atletismo (salto de altura y velocidad) y gimnasia rítmica.
En paralelo al desarrollo de su carrera artística completó los estudios de Enfermería, profesión que no ejerció hasta 2020, cuando debido a la pandemia por coronavirus en España decidió sumarse al personal de apoyo de los servicios sanitarios.

## Trayectoria
Importante fue su paso por el musical Hércules en el verano de 2015. Dirigido por Ricard Reguant, el musical se representó en el Teatro romano de Mérida, protagonizado por Pablo Abraira y Paco Arrojo.
A principios de 2016 participó en el proyecto El viaje de Hércules, creado por Javier Pascual Soriano, en el que diferentes artistas del mundo del teatro musical colaboraron en un disco solidario. Doce fueron las canciones que conformaron el disco y doce fueron también las organizaciones a las que fueron destinados los beneficios obtenidos, al igual que doce fueron los trabajos de Hércules.

## Filmografía

### Cine
| Año  | Título                  | Personaje       | Director                       | Notas |
| ---- | ----------------------- | --------------- | ------------------------------ | ----- |
| 2017 | Selfie                  | Paula           | Víctor García León             |       |
| 2017 | Smoking Club 129 Normas | Fanny           | Alberto Utrera                 |       |
| 2017 | La llamada              | Niña campamento | Javier Calvo y Javier Ambrossi |       |
| 2018 | Sanfelices              | Silvia          | Roberto Lázaro                 |       |

### Obras de teatro
| Año               | Título                    | Personaje           | Director                       | Teatro                                            | Notas            |
| ----------------- | ------------------------- | ------------------- | ------------------------------ | ------------------------------------------------- | ---------------- |
| 2014              | Por última vez            | Clara               | Leila Baida e Iker Azcoiti     | Microteatro por dinero. Madrid                    | Papel principal  |
| 2014              | Terminal 3.0              | –                   | Herminio Cardiel               | Microteatro por dinero. Madrid                    | Papel principal  |
| 2015              | Hércules. El musical      | Ìole / Atenea       | Ricard Reguant                 | Teatro romano de Mérida. Teatro La Latina, Madrid | Papel secundario |
| 2015; 2022 - 2023 | La llamada                | María Casado        | Javier Ambrossi y Javier Calvo | Teatro Lara, Madrid                               | Papel principal  |
| 2015              | Mi madre, Serrat y yo     | Penélope            | Carlos de Matteis              | Sala Plot Point, Madrid,                          | Papel principal  |
| 2015              | Jekyll y Hide. Musical    | –                   | Ricard Reguant                 | Teatro Nuevo Apolo, Madrid                        | –                |
| 2015              | Desengaño                 | –                   | Darío Sigco                    | Sala Espositivo, Madrid                           | Papel principal  |
| 2016              | Teletienda                | Estefanía Lo Mónaco | Edu Díaz                       | Microteatro por dinero, Madrid                    | Papel principal  |
| 2017              | La habitación de Verónica | Muchacha            | Ricard Reguant                 | Teatro Reina Victoria                             | Papel principal  |
| 2017              | La bella Helena           | Partemis            | Ricard Reguant                 | Teatro romano de Mérida                           | Papel secundario |
| 2017              | Iberian Gangsters         | Amanda              | Álvaro Lavín                   | Teatro Echegaray, Málaga                          | Papel secundario |
| 2018              | El funeral                | Ainhoa              | Manuel Velasco                 | Teatro Calderón de Valladolid y Gira              | Papel secundario |

### Series de televisión
| Año       | Título             | Personaje            | Cadena    | Notas                                                              |
| --------- | ------------------ | -------------------- | --------- | ------------------------------------------------------------------ |
| 2011      | Cuéntame cómo pasó | Isa                  | TVE       | Elenco recurrente; 4 episodios                                     |
| 2012      | La que se avecina  | Vanessa              | Telecinco | Episodio: «Un tiburón, un desahucio, y las gambas del apocalipsis» |
| 2017      | La casa de papel   | Ariadna Cascales     | Antena 3  | Elenco recurrente; 12 episodios                                    |
| 2017      | Acacias 38         | Mariana              | TVE       | Elenco recurrente; 10 episodios                                    |
| 2017-2018 | Dorien             | Modelo               | Playz     | Episodios: «Cualquier otra parte» y «Es cuestión de tiempo»        |
| 2018      | Yo quisiera        | Raquel               | Divinity  | Elenco principal; 40 episodios (Temp. 2)                           |
| 2019      | Bajo la red        | Rebeca Salgado       | Playz     | Elenco recurrente; 3 episodios                                     |
| 2020      | Madres             | Secretaria de Carmen | Telecinco | Episodios: «Bajar las defensas» y «Algo que celebrar»              |
| 2023      | Cristo y Rey       | Rocío Dúrcal         | Antena 3  | Elenco recurrente; 2 episodios                                     |
| 2024      | 4 estrellas        | Claudia de las Heras | La 1      | Elenco recurrente; 6 episodios                                     |
| 2024-2025 | La Moderna         | Mercedes Morel       | La 1      | Elenco principal; 130 episodios                                    |

### Cortometrajes
| Año  | Título              | Personaje    | Director                    |
| ---- | ------------------- | ------------ | --------------------------- |
| 2012 | Almohada            | Marta        | Guillermo Escribano         |
| 2014 | Despertar           | Ametsa       | Marta Medina del Valle      |
| 2015 | Meteoritos          | Laura        | Santi Capuz y Diego Jiménez |
| 2015 | La voz del agua     | Mezzosoprano | Álvaro Elías                |
| 2016 | Último día sin amor | Marina       | Laura Senent                |
| 2019 | WIFI                | Clara        | J. Prada                    |

### Videoclips
| Año  | Título            | Personaje | Intérprete |
| ---- | ----------------- | --------- | ---------- |
| 2020 | Un Beso en Madrid | Exnovia   | Nuno Gomes |

## Reconocimientos
| Año  | Galardón                      | Categoría                             | Resultado |
| ---- | ----------------------------- | ------------------------------------- | --------- |
| 2016 | Premios del Teatro Musical    | Actriz Revelación                     | Nominada  |
| 2019 | Premios Tenca de Oro Personal | Actriz de reparto en La casa de papel | Ganadora  |